# Karl Lausterer
Karl Ludwig Alfred Lausterer (* 24. Februar 1862 in Weil im Schönbuch; † 26. Juli 1941 in Stuttgart) war ein württembergischer Oberamtmann.

## Leben und Werk
Der Sohn eines Oberförsters besuchte das Gymnasium in Tübingen, von 1881 bis 1885 studierte er Regiminalwissenschaften in Tübingen und Berlin. 1885 und 1886 legte er die höheren Dienstprüfungen ab. Von 1887 bis 1890 wurde er als stellvertretender Amtmann bei den Oberämtern Backnang und Rottenburg eingesetzt. In Rottenburg wurde er 1890 Amtmann. Ab 1895 arbeitete er als Kollegialhilfsarbeiter bei der Regierung des Schwarzwaldkreises in Reutlingen. Zwischen 1900 und 1901 war er als Oberamtsverweser bei den Oberämtern Urach und Rottenburg tätig. 1901 übernahm er als Oberamtmann die Leitung des Oberamts Kirchheim. 1905 wechselte er als Regierungsrat zur Regierung des Schwarzwaldkreises, 1913 wurde er dort Oberregierungsrat. 1924 wurde Karl Lausterer in den Ruhestand versetzt.

## Auszeichnungen
- 1907: Ritterkreuz des Ordens der Württembergischen Krone
- 1909: Ritterkreuz I. Klasse des Friedrichsordens
- 1916: Wilhelmskreuz